# クレヨンしんちゃん3 オラのごきげんアスレチック
『クレヨンしんちゃん3 オラのごきげんアスレチック』は、バンダイ (後のバンダイナムコエンターテインメント)より1994年3月26日に発売されたゲームボーイ用ソフト。臼井儀人の漫画作品『クレヨンしんちゃん』を題材としたアクションゲームである。

## 概要
第1作『クレヨンしんちゃん “オラとシロはお友達だよ”』、第2作『クレヨンしんちゃん2 “オラとわんぱくごっこだゾ”』と異なり、本作は横スクロールステージはなく、マップ画面にて各エリアを回り、ミニゲームを行う、ミニゲームに特化した作品である。
本作にて、ミニゲームにて通信ケーブルを使用しての対戦が可能となった。

## あらすじ
いよいよ明日はふたば幼稚園恒例のアスレチック大会。優勝者には素敵なプレゼントが贈られるという。しんのすけは、プレゼントに目の色を変えたみさえに言われて、アスレチック大会に向けて練習に行くのだった。

## システム

### マップ画面
各エリアでミニゲーム（内容は後述）を行いアスレチック大会の練習をした後、アスレチック大会モードに進める。ミニゲームの中には、クリアすることにより移動アイテムが貰えることがあり、マップ画面では困っている人に渡すことにより先に進むことができる。他にもアスレチック大会が有利になる、アスレチックアイテムを貰えることもある。

### アスレチック画面
移動アイテムを集め終わり、しんのすけが家に帰るとアスレチック大会になる。基本はAボタンの連打で前進、十字キー↑でジャンプで進む。一等でクリアするとアクション仮面変身セットを入手し、アクション仮面ゲームで対戦。勝利したか否かでエンディングの内容が決まる。

## ミニゲーム
コアラごっこ
木に登って相手を水鉄砲で攻撃するゲーム。先に3回当てると勝利。
ものまねおゆうぎ
ネネちゃんが踊った順番通りに、踊るゲーム。3回クリアすればゲーム終了。
ハイグレさがし
カーテンの後ろに隠れたハイグレギャルを足の動きを見て当てるゲーム。5回中、3回当てればクリア。
ほんやかたづけ
制限時間内に風間君より先に、1から10番までの本を集めて、棚に戻すゲーム。いじめっこに当ると、本を一冊落としてしまう。
シロのかけっこ
バーメーターを使ってシロを進め、河村君のクリントンより早くゴールするゲーム。十字キーにより、骨を投げつけて妨害したり、投げられた骨を拾うことができる。
オニごっこ
制限時間内に公園で5人の子供を捕まえるゲーム。矢印ボードに乗ると、スピードアップ。公園内のボディコンのお姉さんに接触するとしばらく動けなくなる。
えさがしごっこ
制限時間内に、隠された絵を推理して、そのカードを当てるゲーム。絵が現れるごとに得点が減っていく。お手つきすると、その分だけ減る。350点以上取ればクリア。
ふきふきおそうじ
制限時間内に一定面積を掃除するゲーム。一定面積を掃除すればクリアとなる。
さんりんしゃレース
相手より先に目的地に到着するゲーム。先に3回たどり着けば勝利。テンポよくAボタンで進むと速く進める。1回の目的地につき、Aボタンでスーパーダッシュが1度だけ使用可能。
アクションかめん
いわゆるホッケーゲーム。3回先取すると勝利。敵キャラクターを攻撃し、アイテムを取ると強力なショットを放つことができる。

## 前作・続編
- クレヨンしんちゃん “オラとシロはお友達だよ”（1993年4月9日発売）
- クレヨンしんちゃん2 “オラとわんぱくごっこだゾ”（1993年10月22日発売）
- クレヨンしんちゃん4 “オラのいたずら大変身”（1994年8月26日発売）
- クレヨンしんちゃん オラのごきげんコレクション（1996年12月20日発売）